# Paolo Toscanelli
Paolo dal Pozzo Toscanelli ou Paolo Toscanelli (Florence 1397 – Florence, 15 mai 1482) est un mathématicien, astronome, cartographe et médecin florentin du XVe siècle.

## Biographie
Paolo Toscanelli étudie les mathématiques et la médecine à l'université de Padoue où il se lie d'amitié avec Nicolas de Cues. 
Lorsqu'il retourne à Florence, il y exerce la médecine puis devient ensuite conservateur de la bibliothèque de l'érudit Niccolò Niccoli (conseiller de Cosme l'Ancien de Médicis).
Il aide Filippo Brunelleschi pour les calculs de la construction de la célèbre coupole de la cathédrale de Florence, Santa Maria del Fiore.
Il  établit, en 1468, le premier gnomon moderne en faisant pratiquer une ouverture circulaire sur le dôme de la cathédrale de Florence, qui, donnant une image grande et nette du Soleil sur la ligne méridienne tracée par une bande de marbre du pavé, lui sert à déterminer les points solsticiaux, les variations de l'écliptique, et pour corriger les Tables alphonsines.
En 1995 Piero Sicoli & Pierangelo Ghezzi nomment un Objet mineur "(8209) Toscanelli" en son honneur.
Un Cratère lunaire de 7 km porte aussi son nom.

## Les cartes de Toscanelli

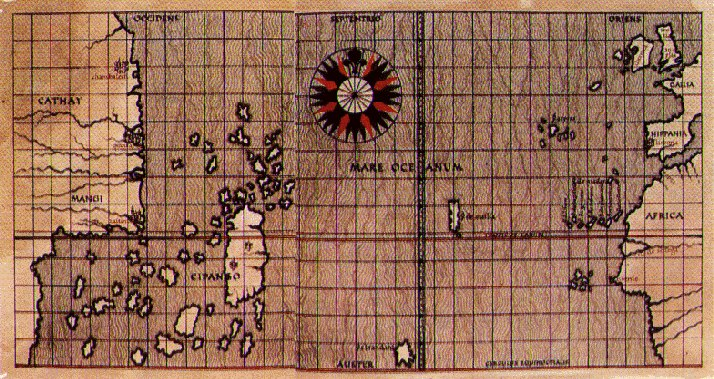
Carte de Toscanelli (1468)

Toscanelli a établi une carte de la route des Indes Orientales par l'océan Atlantique, transmise au roi Alphonse V du Portugal. En outre deux lettres de Toscanelli à Colomb, la première évoquant une route par l'ouest "vers les pays des épices plus courtes que celle par la Guinée",
la seconde l'encourageant à tenter l'aventure, ont établi l'opinion que Toscanelli avait inspiré la découverte du Nouveau Monde. Cependant Henry Vignaud ayant mis en cause leur authenticité en 1901, une riche controverse s'est ensuivie (voir Bibliographie).
Sur cette carte on remarque l'indication d'une île nommée Antilia au centre de l'océan. Plus au sud apparaît une autre île dont le nom semble être I. Brandani, nom donné en rapport avec le voyage de Saint Brandan.

## Précision de ses calculs sur les comètes
La seule preuve des connaissances mathématiques de Toscanelli est une page de mesures qui figure dans un manuscrit d'observations sur les comètes conservé à la Bibliothèque de Florence. Avant la découverte de ce mémoire, en 1864, les travaux d'observation de Toscanelli sur les comètes étaient totalement inconnus. Ce manuscrit donne les détails d’observations de six comètes effectuées par Toscanelli. On trouve aussi une page de mesures effectuées pour calculer la position de ces comètes. Des vérifications récentes montrent que les positions sont considérées comme très précises pour leur époque. La cinquième comète observée par Toscanelli était C/1457 A1 (aujourd'hui identifiée à 12P/Pons-Brooks). Cette comète n’est pas mentionnée dans l’ouvrage d’Alexandre Guy Pingré « Cométographie ou traité historique et théorique des comètes» publié à Paris, en 1783.